# Luksemburg na Mistrzostwach Świata w Lekkoatletyce 2022
Luksemburg na Mistrzostwach Świata w Lekkoatletyce 2022 – reprezentacja Luksemburgu podczas mistrzostw świata w Eugene liczyła dwóch zawodników, którzy nie zdobyli żadnego medalu.

## Skład reprezentacji

### Mężczyźni
| Zawodnik        | Konkurencja         | Eliminacje | Eliminacje | Półfinał | Półfinał | Finał | Finał   | Źródło      |
| Zawodnik        | Konkurencja         | Wynik      | Pozycja    | Wynik    | Pozycja  | Wynik | Pozycja | Źródło      |
| --------------- | ------------------- | ---------- | ---------- | -------- | -------- | ----- | ------- | ----------- |
| Charles Grethen | bieg na 1500 metrów | 3:36.51    | 14. Q      | 3:40.41  | 21.      | NQ    | NQ      | [ 1 ] [ 2 ] |

### Kobiety
| Zawodniczka            | Konkurencja   | Eliminacje | Eliminacje | Półfinał | Półfinał | Finał | Finał   | Źródło |
| Zawodniczka            | Konkurencja   | Wynik      | Pozycja    | Wynik    | Pozycja  | Wynik | Pozycja | Źródło |
| ---------------------- | ------------- | ---------- | ---------- | -------- | -------- | ----- | ------- | ------ |
| Patrizia van der Weken | bieg na 100 m | 11.34      | 36.        | NQ       | NQ       | NQ    | NQ      | [ 3 ]  |